# 조민희 (조선귀족)
조민희(趙民熙, 1859년 11월 8일(음력 10월 14일) ~ 1931년 양력 1월 2일)는 조선 말기의 정치인으로 경술국적 중 한 사람이다. 본관은 양주이다. 이완용에게는 처남이 된다. 을사늑약 무효와 파기를 주장하다 자결한 조병세의 5촌 조카이다.

## 생애
- 1859년 10월 14일 조선 한성부에서 태어났다.
- 1800년대 경과증광별시(慶科增廣別試) 문과에 10위로 급제한 뒤 10월 가주서를 시작으로 1886년 1월 승문원 부정자, 1887년 9월 양성현감, 1887년 12월부터 1889년 10월까지 용인현령, 1890년 1월 성균관 대사성, 1891년 5월 본산군수, 1894년 6월 승정원 동부승지, 1896년 1월부터 1899년 2월까지 전주, 평안남도, 평안북도에서 관찰사와 판사를 겸직.
- 1900년대 10월 궁내부 특진관, 11월 법부협판, 1901년 1월 특명전권공사, 3월 프랑스주재 특명전권공사, 미국주재 특명전권공사, 1903년 일본주재 특명전권공사에 임명, 1906년 1월 경상남도재판소 판사, 경상남도 세무감 겸직, 1907년 6월비서감경에 이어 7월 평리원 재판장에 임명되어 헤이그 밀사 사건의 처리를 담당, 8월 한일 병합 조약 당시 승녕부 시종장, 11월 승녕부 총관, 1907년 10월 신사회의 부장에 선출, 11월 동아개진교육회의 부회장, 1908년 2월 대동학회 평의원, 8월 기호흥학회 찬무원, 회장을 1910년까지 재임, 1908년 9월 상공권무사 사장, 동양협회에 기부, 10월 북부 관진방회에 기부, 회장을 지냈다. 1909년 10월 이토 히로부미를 조문하기 위해 고종의 칙사로 중국 다롄에 파견되었다.
- 1910년 한일합방에 세운 공을 인정받아 일본으로부터 훈1등 자작 작위를 받았고, 1916년 중추원 고문에, 1918년 4월부터 1919년 11월까지 이태왕부(李太王附) 이왕직(李王職) 찬시(贊侍)[고등관 2등]에 임명되어 재임했다. 재직 중 1919년 1월 21일 고종 황제 국장 빈전(殯殿) 주감(主監)을 맡았다. 이후 1919년 11월 15일부터 1921년 4월 26일까지 조선총독부 중추원 고문, 1921년 4월 28일부터 1924년 4월 26일까지 조선총독부 중추원 참의를 역임하였다. 또한 1925년 4월 18일까지 사단법인 조선귀족회 이사로 활동하였다. 이어 1926년 5월 15일 종3위에 승서되었다. 1927년 12월 경성지방법원으로부터 파산 선고되어 1928년 2월 29일 자작의 예우가 정지되었다. 도박으로 인해 가산이 탕진되었으며, 이 같은 사정은 조선총독부 비밀문서인 『조선귀족약력』에 상세히 기술되어 있다. 1931년 1월 2일 사망하여 2월 16일 장남 조중수(趙重壽, 1894~1940)가 자작 작위를 세습하였다.
- 한일 병합 조약 이후 일본으로부터 거액의 은사금을 받았으나 이를 잘 관리하지 못해 빚에 쫓기다 파산했다.[1]
- 1931년 1월 2일 사망했다.

## 사후
2002년 발표된 친일파 708인 명단과 2008년 발표된 민족문제연구소의 친일인명사전 수록예정자 명단에 그의 작위를 습작 받은 장남 조중수와 함께 선정되었다. 2007년 대한민국 친일반민족행위진상규명위원회가 발표한 친일반민족행위 195인 명단에도 들어 있다.

## 가족 관계
| 흥선대원군 (興宣大院君) (운현궁 가계도) | 흥선대원군 (興宣大院君) (운현궁 가계도) | 흥선대원군 (興宣大院君) (운현궁 가계도) | 흥선대원군 (興宣大院君) (운현궁 가계도) | 흥선대원군 (興宣大院君) (운현궁 가계도) | 흥선대원군 (興宣大院君) (운현궁 가계도) |                 |                 |                 |                 |                 |                 |                 |                 |                                      |                                      |                                      |                                      | 이호준 (李鎬俊)                      | 이호준 (李鎬俊)                      | 이호준 (李鎬俊) | 이호준 (李鎬俊) | 이호준 (李鎬俊) | 이호준 (李鎬俊) |                                                                     |                                                                     |                                                                     |                                                                     |                                                                     |                                                                     |  |  |                 |                 |                 |                 |                 |                 |                 |                 |                 |                 |                 |                 | 조병익 (趙秉翼) | 조병익 (趙秉翼) | 조병익 (趙秉翼) | 조병익 (趙秉翼) | 조병익 (趙秉翼) | 조병익 (趙秉翼) |                 |                 |                 |                 |                 |                 |  |  |  |  |  |  |  |  |  |  |  |  |  |  |  |  |
| 흥선대원군 (興宣大院君) (운현궁 가계도) | 흥선대원군 (興宣大院君) (운현궁 가계도) | 흥선대원군 (興宣大院君) (운현궁 가계도) | 흥선대원군 (興宣大院君) (운현궁 가계도) | 흥선대원군 (興宣大院君) (운현궁 가계도) | 흥선대원군 (興宣大院君) (운현궁 가계도) |                 |                 |                 |                 |                 |                 |                 |                 |                                      |                                      |                                      |                                      | 이호준 (李鎬俊)                      | 이호준 (李鎬俊)                      | 이호준 (李鎬俊) | 이호준 (李鎬俊) | 이호준 (李鎬俊) | 이호준 (李鎬俊) |                                                                     |                                                                     |                                                                     |                                                                     |                                                                     |                                                                     |  |  |                 |                 |                 |                 |                 |                 |                 |                 |                 |                 |                 |                 | 조병익 (趙秉翼) | 조병익 (趙秉翼) | 조병익 (趙秉翼) | 조병익 (趙秉翼) | 조병익 (趙秉翼) | 조병익 (趙秉翼) |                 |                 |                 |                 |                 |                 |  |  |  |  |  |  |  |  |  |  |  |  |  |  |  |  |
|                                         |                                         |                                         |                                         |                                         |                                         |                 |                 |                 |                 |                 |                 |                 |                 |                                      |                                      |                                      |                                      |                                      |                                      |                 |                 |                 |                 |                                                                     |                                                                     |                                                                     |                                                                     |                                                                     |                                                                     |  |  |                 |                 |                 |                 |                 |                 |                 |                 |                 |                 |                 |                 |                 |                 |                 |                 |                 |                 |                 |                 |                 |                 |                 |                 |  |  |  |  |  |  |  |  |  |  |  |  |  |  |  |  |
| 이씨(李氏)                              | 이씨(李氏)                              | 이씨(李氏)                              | 이씨(李氏)                              | 이씨(李氏)                              | 이씨(李氏)                              |                 |                 |                 |                 |                 |                 | 이윤용 (李允用) | 이윤용 (李允用) | 이윤용 (李允用)                      | 이윤용 (李允用)                      | 이윤용 (李允用)                      | 이윤용 (李允用)                      |                                      |                                      |                 |                 |                 |                 | 이완용 (李完用) 이호석(李鎬奭)의 차남으로 출생 이호준의 아들로 입적 | 이완용 (李完用) 이호석(李鎬奭)의 차남으로 출생 이호준의 아들로 입적 | 이완용 (李完用) 이호석(李鎬奭)의 차남으로 출생 이호준의 아들로 입적 | 이완용 (李完用) 이호석(李鎬奭)의 차남으로 출생 이호준의 아들로 입적 | 이완용 (李完用) 이호석(李鎬奭)의 차남으로 출생 이호준의 아들로 입적 | 이완용 (李完用) 이호석(李鎬奭)의 차남으로 출생 이호준의 아들로 입적 |  |  |                 |                 |                 |                 | 조씨(趙氏)      | 조씨(趙氏)      | 조씨(趙氏)      | 조씨(趙氏)      | 조씨(趙氏)      | 조씨(趙氏)      |                 |                 |                 |                 |                 |                 |                 |                 | 조민희 (趙民熙) | 조민희 (趙民熙) | 조민희 (趙民熙) | 조민희 (趙民熙) | 조민희 (趙民熙) | 조민희 (趙民熙) |  |  |  |  |  |  |  |  |  |  |  |  |  |  |  |  |
| 이씨(李氏)                              | 이씨(李氏)                              | 이씨(李氏)                              | 이씨(李氏)                              | 이씨(李氏)                              | 이씨(李氏)                              |                 |                 |                 |                 |                 |                 | 이윤용 (李允用) | 이윤용 (李允用) | 이윤용 (李允用)                      | 이윤용 (李允用)                      | 이윤용 (李允用)                      | 이윤용 (李允用)                      |                                      |                                      |                 |                 |                 |                 | 이완용 (李完用) 이호석(李鎬奭)의 차남으로 출생 이호준의 아들로 입적 | 이완용 (李完用) 이호석(李鎬奭)의 차남으로 출생 이호준의 아들로 입적 | 이완용 (李完用) 이호석(李鎬奭)의 차남으로 출생 이호준의 아들로 입적 | 이완용 (李完用) 이호석(李鎬奭)의 차남으로 출생 이호준의 아들로 입적 | 이완용 (李完用) 이호석(李鎬奭)의 차남으로 출생 이호준의 아들로 입적 | 이완용 (李完用) 이호석(李鎬奭)의 차남으로 출생 이호준의 아들로 입적 |  |  |                 |                 |                 |                 | 조씨(趙氏)      | 조씨(趙氏)      | 조씨(趙氏)      | 조씨(趙氏)      | 조씨(趙氏)      | 조씨(趙氏)      |                 |                 |                 |                 |                 |                 |                 |                 | 조민희 (趙民熙) | 조민희 (趙民熙) | 조민희 (趙民熙) | 조민희 (趙民熙) | 조민희 (趙民熙) | 조민희 (趙民熙) |  |  |  |  |  |  |  |  |  |  |  |  |  |  |  |  |
|                                         |                                         |                                         |                                         |                                         |                                         |                 |                 |                 |                 |                 |                 |                 |                 |                                      |                                      |                                      |                                      |                                      |                                      |                 |                 |                 |                 |                                                                     |                                                                     |                                                                     |                                                                     |                                                                     |                                                                     |  |  |                 |                 |                 |                 |                 |                 |                 |                 |                 |                 |                 |                 |                 |                 |                 |                 |                 |                 |                 |                 |                 |                 |                 |                 |  |  |  |  |  |  |  |  |  |  |  |  |  |  |  |  |
|                                         |                                         |                                         |                                         |                                         |                                         |                 |                 |                 |                 |                 |                 |                 |                 |                                      |                                      |                                      |                                      |                                      |                                      |                 |                 |                 |                 |                                                                     |                                                                     |                                                                     |                                                                     |                                                                     |                                                                     |  |  |                 |                 |                 |                 |                 |                 |                 |                 |                 |                 |                 |                 |                 |                 |                 |                 |                 |                 |                 |                 |                 |                 |                 |                 |  |  |  |  |  |  |  |  |  |  |  |  |  |  |  |  |
|                                         |                                         |                                         |                                         |                                         |                                         | 이명구 (李明九) | 이명구 (李明九) | 이명구 (李明九) | 이명구 (李明九) | 이명구 (李明九) | 이명구 (李明九) |                 |                 |                                      |                                      | 이승구 (李升九)                      | 이승구 (李升九)                      | 이승구 (李升九)                      | 이승구 (李升九)                      | 이승구 (李升九) | 이승구 (李升九) |                 |                 | 임걸귀                                                              | 임걸귀                                                              | 임걸귀                                                              | 임걸귀                                                              | 임걸귀                                                              | 임걸귀                                                              |  |  |                 |                 | 이항구 (李恒九) | 이항구 (李恒九) | 이항구 (李恒九) | 이항구 (李恒九) | 이항구 (李恒九) | 이항구 (李恒九) |                 |                 | 김진구 (金鎭九) | 김진구 (金鎭九) | 김진구 (金鎭九) | 김진구 (金鎭九) | 김진구 (金鎭九) | 김진구 (金鎭九) |                 |                 | 조중수 (趙重壽) | 조중수 (趙重壽) | 조중수 (趙重壽) | 조중수 (趙重壽) | 조중수 (趙重壽) | 조중수 (趙重壽) |  |  |  |  |  |  |  |  |  |  |  |  |  |  |  |  |
|                                         |                                         |                                         |                                         |                                         |                                         | 이명구 (李明九) | 이명구 (李明九) | 이명구 (李明九) | 이명구 (李明九) | 이명구 (李明九) | 이명구 (李明九) |                 |                 |                                      |                                      | 이승구 (李升九)                      | 이승구 (李升九)                      | 이승구 (李升九)                      | 이승구 (李升九)                      | 이승구 (李升九) | 이승구 (李升九) |                 |                 | 임걸귀                                                              | 임걸귀                                                              | 임걸귀                                                              | 임걸귀                                                              | 임걸귀                                                              | 임걸귀                                                              |  |  |                 |                 | 이항구 (李恒九) | 이항구 (李恒九) | 이항구 (李恒九) | 이항구 (李恒九) | 이항구 (李恒九) | 이항구 (李恒九) |                 |                 | 김진구 (金鎭九) | 김진구 (金鎭九) | 김진구 (金鎭九) | 김진구 (金鎭九) | 김진구 (金鎭九) | 김진구 (金鎭九) |                 |                 | 조중수 (趙重壽) | 조중수 (趙重壽) | 조중수 (趙重壽) | 조중수 (趙重壽) | 조중수 (趙重壽) | 조중수 (趙重壽) |  |  |  |  |  |  |  |  |  |  |  |  |  |  |  |  |
|                                         |                                         |                                         |                                         |                                         |                                         |                 |                 |                 |                 |                 |                 |                 |                 |                                      |                                      |                                      |                                      |                                      |                                      |                 |                 |                 |                 |                                                                     |                                                                     |                                                                     |                                                                     |                                                                     |                                                                     |  |  |                 |                 |                 |                 |                 |                 |                 |                 |                 |                 |                 |                 |                 |                 |                 |                 |                 |                 |                 |                 |                 |                 |                 |                 |  |  |  |  |  |  |  |  |  |  |  |  |  |  |  |  |
|                                         |                                         |                                         |                                         |                                         |                                         |                 |                 |                 |                 |                 |                 |                 |                 |                                      |                                      |                                      |                                      |                                      |                                      |                 |                 |                 |                 |                                                                     |                                                                     |                                                                     |                                                                     |                                                                     |                                                                     |  |  |                 |                 |                 |                 |                 |                 |                 |                 |                 |                 |                 |                 |                 |                 |                 |                 |                 |                 |                 |                 |                 |                 |                 |                 |  |  |  |  |  |  |  |  |  |  |  |  |  |  |  |  |
|                                         |                                         |                                         |                                         |                                         |                                         | 이병태 (李丙台) | 이병태 (李丙台) | 이병태 (李丙台) | 이병태 (李丙台) | 이병태 (李丙台) | 이병태 (李丙台) |                 |                 | 이병길 (李丙吉) 이승구의 아들로 입적 | 이병길 (李丙吉) 이승구의 아들로 입적 | 이병길 (李丙吉) 이승구의 아들로 입적 | 이병길 (李丙吉) 이승구의 아들로 입적 | 이병길 (李丙吉) 이승구의 아들로 입적 | 이병길 (李丙吉) 이승구의 아들로 입적 |                 |                 | 이병희 (李丙喜) | 이병희 (李丙喜) | 이병희 (李丙喜)                                                     | 이병희 (李丙喜)                                                     | 이병희 (李丙喜)                                                     | 이병희 (李丙喜)                                                     |                                                                     |                                                                     |  |  | 이병주 (李丙周) | 이병주 (李丙周) | 이병주 (李丙周) | 이병주 (李丙周) | 이병주 (李丙周) | 이병주 (李丙周) |                 |                 | 이병철 (李丙喆) | 이병철 (李丙喆) | 이병철 (李丙喆) | 이병철 (李丙喆) | 이병철 (李丙喆) | 이병철 (李丙喆) |                 |                 | 이병오 (李丙吾) | 이병오 (李丙吾) | 이병오 (李丙吾) | 이병오 (李丙吾) | 이병오 (李丙吾) | 이병오 (李丙吾) |                 |                 |  |  |  |  |  |  |  |  |  |  |  |  |  |  |  |  |

- 7대조 : 조태채(趙泰采, 1660~1722) - 1686년 문과 급제, 노론 4대신, 좌의정
  - 6대조 : 조관빈(趙觀彬, 1691~1757) - 1714년 문과 급제, 대제학
    - 5대조 : 조영석(趙榮晳) - 김포군수(金浦郡守)
      - 고조부 : 조명철(趙命喆) - 공조참의(工曹參議)
        - 증조부 : 조진홍(趙鎭弘) - 통덕랑(通德郞)
          - 조부 : 조재순(趙在淳, 1807~1892) - 1877년 문과 급제, 이조판서(吏曹判書)
            - 아버지 : 조병익(趙秉翼) - 이조참의(吏曹參議)
              - 정실 : 파평 윤씨(尹氏) - 윤직의(尹稷儀)의 딸. 1850년 진사에 합격, 거창 부사(居昌府使).
              - 계실 : 전주 최씨(崔氏) - 최중집(崔中集)의 딸
                - 아들 : 조중수(趙重壽, 1894~1940) - 일제강점기 조선귀족(자작)
                  - 손자 : 조용호(趙龍鎬, 1918~1950) - 일제강점기 조선귀족(자작)

              - 매부 : 이완용(李完用, 1858~1926) - 친일파(을사오적·정미칠적·경술국적), 일제 강점기 조선귀족(후작)
              - 동서 : 여은부원군 민태호(驪恩府院君 閔台鎬, 1834~1884) - 순명효황후의 아버지

        - 생증조부 : 조진영(趙鎭永,1775~?) - 1807년 진사 합격, 이조참판에 추증[손자 조병세 때문]
          - 종조부 : 조유순(趙有淳, 1803~?) - 홍천 현감(洪川縣監). 이조판서에 추증[아들 조병세 때문]당
            - 당숙 : 조병세(趙秉世, 1827~1905) - 조선 말기의 문신(좌의정)·순국열사.

## 참고 문헌
- 친일반민족행위진상규명위원회 (2007년 12월). 〈조민희〉 (PDF). 《2007년도 조사보고서 II - 친일반민족행위결정이유서》. 서울. 464~480쪽. 발간등록번호 11-1560010-0000002-10.[깨진 링크(과거 내용 찾기)]
- 조민희(趙民熙) - 한국학중앙연구원
- 친일인명사전편찬위원회 (2009). 《친인명사전》. 554~556쪽.